# Luis de Narváez
Luis de Narváez oder Luys de Narváez (* um 1500–1505 in Granada; † nach 1549) war ein spanischer Komponist und Vihuela-Spieler der Renaissance.

## Leben und Wirken
Das hohe Ansehen von Luis de Narváez in seiner Zeit geht aus der Veröffentlichung Declaración de instrumentos musicales (Ossuna 1555) des Komponisten Juan Bermudo hervor, der ihn als einen der führenden Vihuelaspieler bezeichnet. Es gibt jedoch bis zum Jahr 1537 keine gesicherten Daten zu seiner Biografie. In Quellen des frühen 17. Jahrhunderts wird Granada als sein Geburtsort genannt. Einige Indizien sind vorhanden für seine Verbindung zu dem damals berühmten Vihuela-Spieler Luis Guzman († 1528). Die frühesten Hinweise auf seine Tätigkeit stammen vom Jahr 1526, dass er nämlich seit den 1520er Jahren im Dienst von Francisco de los Cobos y Molina (1477–1547), Komtur von León und Sekretär von Kaiser Karl V. gestanden hat; er lebte mit großer Wahrscheinlichkeit in Valladolid mit seinem Dienstherrn bis zu dessen Tod 1547. Dies stimmt mit dem Zeitraum überein, in dem Luis Zapata (1526–1594), Page am Königshof, über die ungewöhnlichen Improvisationen des Komponisten über polyphone Modelle berichtete. In dieser Zeit veröffentlichte Narváez auch sein Hauptwerk, die große, in ihrem Titel an die griechische Mythologie anknüpfende, Musiksammlung Los seys libros del Delphin („Die sechs Bücher des Delfins“), die seinem Dienstherrn und Förderer Francisco de los Cobos gewidmet ist.
Mit großer Sicherheit reiste Narváez auch mit Cobos 1529/30 nach Mantua und nach Bologna zur Kaiserkrönung von Karl V. und außerdem nach Rom zu diplomatischen Treffen mit Papst Paul III.; hier hat er wahrscheinlich auch die Musik von Francesco Canova da Milano (1497–1543) kennen gelernt, was auch Einträge in seinem Vihuela-Buch nahelegen. Zur Veröffentlichung dieses Werks erhielt er im Jahr 1537 das königliche Druckprivileg. Ab dem Jahr 1548 diente Narváez als Mitglied der Kapelle und Lehrer der Chorknaben dem Prinzen Philipp von Spanien, dem späteren König Philipp II.; zu seinen Kollegen gehörte hier auch der berühmte Antonio de Cabezón, Komponist für Tasteninstrumente. Zusammen mit anderen Musikern reiste Narváez mit seinem Dienstherrn ab Ende 1548 durch Italien, Deutschland und die Niederlande. Sein Name erscheint zum letzten Mal 1549 bei einer Reise durch Flandern; nach diesem Jahr sind keine dokumentarischen Belege mehr über ihn bekannt. Sein Sohn Andrés wurde ebenfalls ein fähiger Vihuelist.
Mit großer Wahrscheinlichkeit ist Narváez identisch mit Ludovicus Narbays, von dem je eine vier- und eine fünfstimmige Motette in zwei Motettenbüchern enthalten sind, die der französische Drucker Jacques Moderne († 1561 in Lyon) in den Jahren 1539 und 1542 in Lyon herausgegeben hat.

## Bedeutung

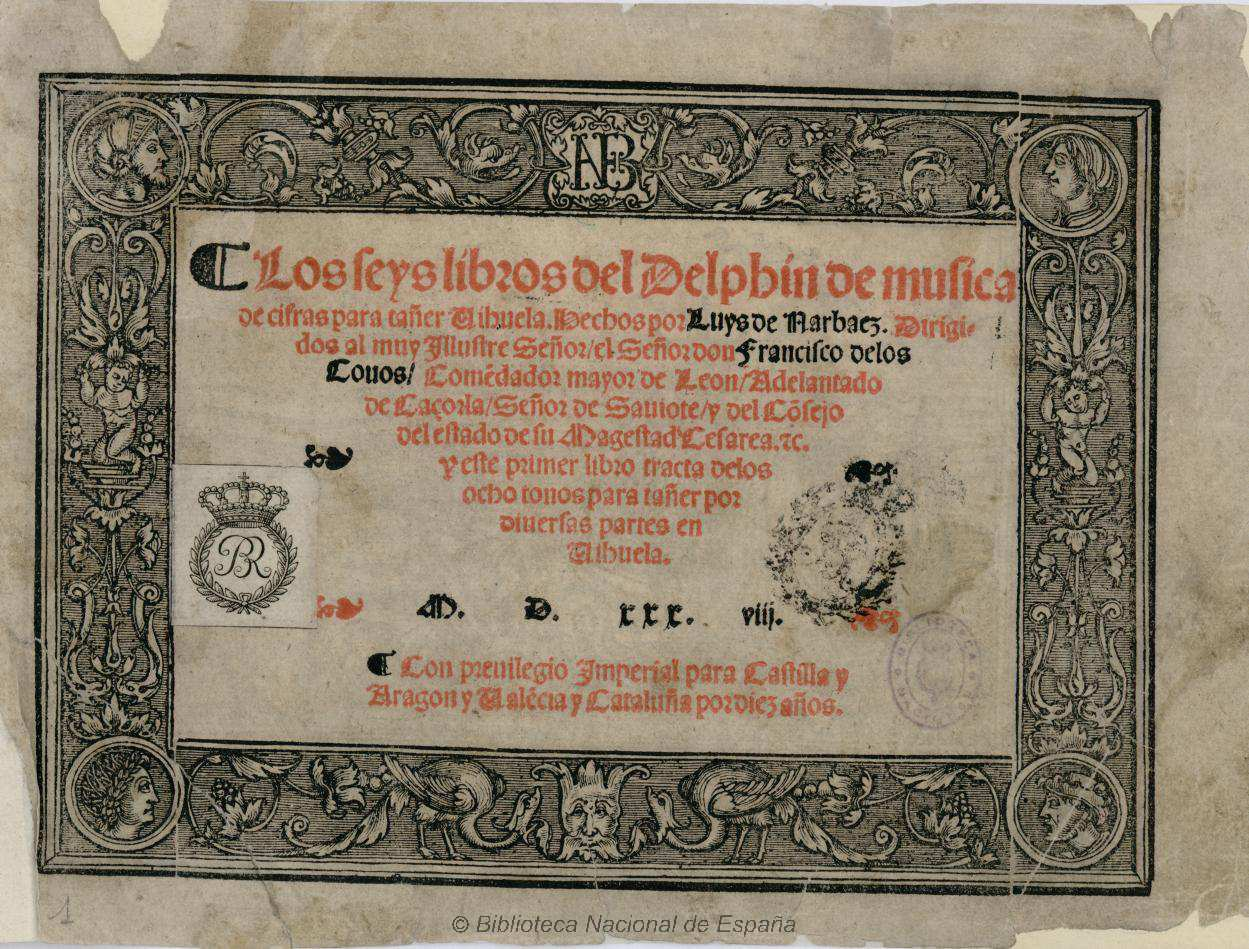
Los seys libros del Delphin de musica de cifras para tañer vihuela. 1538

Narváez genoss zu Lebzeiten einen bedeutenden Ruf als Komponist und Vihuelist. Sein Hauptwerk Los seys libros del Delphín de música de cifras para tañer Vihuela (genannt auch El Delfin para vihuela) in sechs Büchern enthält die ersten Diferencias (Variationen) über geistliche und weltliche Lieder (Choralthemen und Villancicos), die in Spanien und Europa veröffentlicht wurden, außerdem Fantasien, Intabulierungen von Werken von Josquin des Préz (etwa die vierstimmigen Variationen über das Lieblingslied Kaiser Karls V. „Mille Regretz“: Canción del Emperador, publiziert 1538), Nicolas Gombert, Jean Richafort und anderen sowie zwei Motettensätze und Einzelstücke anderer musikalische Gattungen. Hier bestätigt sich auch, dass Narváez als erfahrener Komponist mehrstimmiger Vokalmusik anerkannt war. Seine Fantasien sind meist imitativ und polythematisch gearbeitet und ebenfalls die ersten dieser Art in Spanien. Den Kompositionen vorangestellt sind Lobgedichte, eine Widmung an Francisco de los Cobos und eine Erläuterung der bei Narváez sechslinigen Tabulatur, deren unterste Linie die höchste Saite darstellt, und der Zeichen, die für die Angabe von Metrum und Tempo verwendet wurden.
Fünf der Fantasien sind im Jahr 1557 von dem Komponisten Luis Venegas de Henestrosa für Tasteninstrumente übertragen worden. Weitere Kompositionen aus Narváez’ Werk sind in verschiedene gedruckte Sammlungen aufgenommen worden, die vor dem Jahr 1600 von dem Musikverleger Pierre Phalèse und dem Lautenisten Guillaume Morlaye (* um 1515; † nach 1560) herausgegeben wurden, und eine Fantasie von diesen wurde wiederum für die englische Veröffentlichung Willoughby Lute Book kopiert.

## Werke

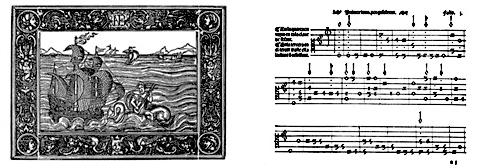
„Los seys libros del Delphin de música de cifras para tañer Vihuela“. Titelblatt mit einem Vihuelaspieler auf dem Rücken eines Delfins und Teil der Tabulatur

- Los seys libros del Delphín de música de cifras para tañer Vihuela, Valladolid 1538
  - Buch 1: Fantasia I bis VIII im 1. bis 8. Ton
  - Buch 2: Ay en el fantasias por algunos tonos que no son tan dificultosas de tañer como las del primer libro: Fantasia IX bis XIV im 1., 4. und 5. Ton
  - Buch 3: Ay en obras compuestas de Josquin y canciones Francescas de diversos autores: Intavolierungen aus Messen von Josquin des Préz: Sanctus und Osanna aus der Messe „Ercules dux ferrarie“, Sanctus und Osanna aus der Messe „Faissan regres“, das Cum santo spirito aus der „Missa sine nomine“, weiterhin die Chanson d’Émpereur del quarto tono „Mille regres“ von Josquin, die Chanson „Jamais je n’eus tant de soulas“ von Nicolas Gombert, die Chanson „Si par souffrir“ von Jean Courtois und die Chanson „Je veulx laysser melancolie“ von Jean Richafort
  - Buch 4: Y en el diferencias de contrapuntos sobre el igno del nuestra Señora o gloriosa Domina, y de Pange lingua y Sacris solenniis: Sechs Variationen über „O gloriosa Domina“ und fünf Variationen über „Sacris solenniis“
  - Buch 5: Ay en el romances y villancicos para tañer y cantar y contrapuntos sobre algunos villancicos: „Ya se asienta el rey Ramiro“, „Paseavase el rey Moro“, „Si tantos halcones“ (drei Variationen), „Y la mi cinta dorada“ (sechs Variationen), „La bella mal maridada“, „Con que la lavare“ und „Ay arde coraçon“
  - Buch 6: Ay en el veynte y dos diferencias de Conde claros para discantar y siete diferencias de Guardame las vacas, y una baxa de contrapunto: „Conde claros“ (22 Variationen[6]), „Guardame las vacas“ (7 Variationen)[7] und den vierstimmigen Tanz[8] „Baxa de contrapunto“
- Motette „De profundis clamavi“ in Quartus Liber […] Motetti del Fiore, Lyon 1539
- Motette „O salutaris hostia“ in Quintus Liber Motettorum, Lyon 1542

## Ausgaben für Gitarre
- Luys de Narváez: Los seys libros del Delphin de música de cifra tañer vihuela, (Monumentos de la Música Española Nr. 3), transcripción y estudio por Emilio Pujol. Instituto Español de Musicología, Barcelona 1945.
- Luys de Narváez: Vihuela music for Guitar. Hrsg. von Stefan Nesyba. Edition HH, Bicester 2012, ISBN 978-1-905779-76-5.
- Helmut Mönkemeyer (Hrsg.): Luys de Narváez: Los seys libros de musica, 1546 (= Die Tabulatur. Ausgewählte Werke in ihrer Originalnotation mit Übertragungen für Laute (oder ein Tasteninstrument) und Gitarre. Heft 11). Friedrich Hofmeister, Hofheim Taunus.
- Wolfgang Lorch: Luys de Narváez. Acht Stücke aus der Vihuela-Tabulatur „Los seys libros del Delphin“ (= V&F. Band 412). Verlag Vogt & Fritz, Schweinfurt o. J., ISMN 979-0202600535. Darin enthalten Werke aus Libro primero (Primer tono), Libro segundo (Fantasia del quarto tono), Libro quinto (Ya se Asienta el Rey Ramiro und Arde coraçon, arde) und Libro sesto (Quatro diferencias sobre Guardama las vacas, Tres diferencias por otra parte und Diferencias sobre Conde claros del sesto tono).